# Beat the Clock
Beat the Clock var ett amerikanskt TV-program som gick åren 1950–1961. Det var ett program där par och ibland även hela familjer fick tävla om olika priser. För att vinna skulle deltagarna utföra en rad olika saker på tid – oftast en minut eller mindre. I studion fanns en stor klocka som användes för att räkna tiden med.